# .za
.za – domena internetowa przypisana do Południowej Afryki. Została utworzona 7 listopada 1990. Zarządza nią .za Domain Name Authority (.ZADNA).